# Philip Th. Pedersen
Philip Th. Pedersen, född 22 augusti 1980 i Ålborg, är en dansk-kanadensisk filmregissör, bosatt i Köpenhamn. Han är känd för att ligga bakom regin i filmen Försvunnen på Halloween (danska: Forsvundet til Halloween) från 2021, som blev nominerad till ett Robertpris år 2022.
Pedersen föddes i Ålborg till en dansk far och en kanadensisk mor. Han har tidigare studerat vid Köpenhamns universitet, där han har en magisterexamen i filmvetenskap.

## Filmografi (i urval)
- 2021 – Försvunnen på Halloween